# Gordon Ryan
Gordon Ryan (né le 8 juillet 1995) est un compétiteur américain de grappling, ceinture noire premier degré de jiu-jitsu brésilien, consideré par de nombreux experts comme le meilleur grappler no–gi (sans kimono) de l'histoire en raison de ses victoires en compétition,, : il est en effet 5 fois champion ADCC, 2 fois champion du monde no-gi IBJJF et 4 fois vainqueur de l'Eddie Bravo (en) Invitational (EBI),,,,,. Il a également participé à un combat aux règles hybrides en 2019, battant ainsi Bo Nickal (en) (alors combattant professionnel de MMA à l’UFC et champion du monde de lutte des moins de 23 ans (en)) par un étranglement en triangle.

## Jeunesse
Gordon F Ryan III est né le 8 juillet 1995 à Monroe, New Jersey, États-Unis. Il a commencé le grappling à l'âge de 15 ans avec Miguel Benitez avant de s'entraîner avec John Danaher, Tom DeBlass et Garry Tonon. Il a commencé à faire de la compétition et a remporté le championnat du monde de jiu-jitsu brésilien No-Gi de l'IBJJF en tant que ceinture marron.